# Полудне (Вроцлав)
Полудне (Południe с пол. — «Юг»), также Силезских повстанцев (пол. Powstańców Śląskich), — оседле на юге Вроцлава. Оседле расположено на территории бывшего района Кшики, который был упразднён в 1991 году. Население оседле на 2021 год составляло 28 191 человек.

## География

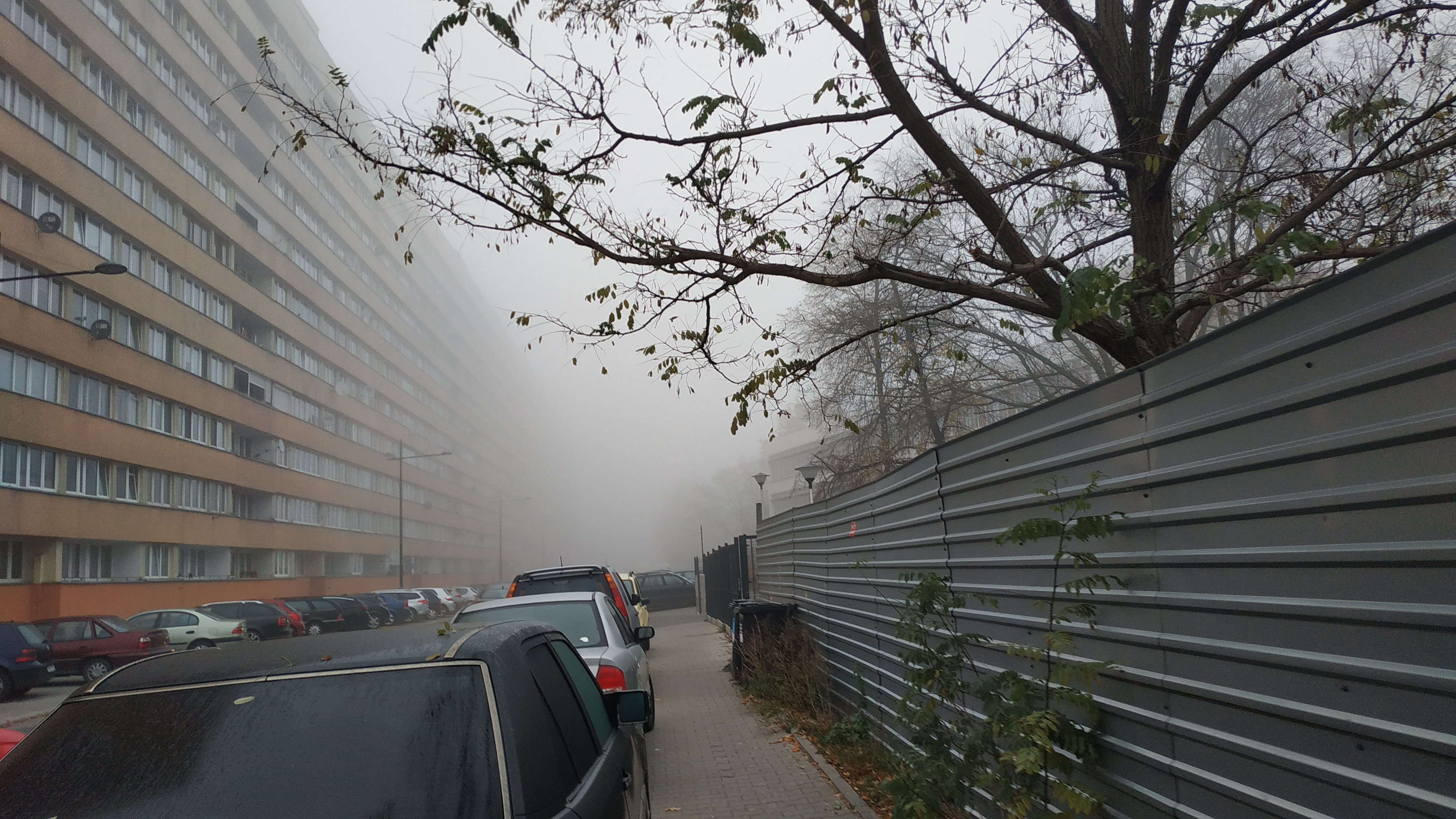
«Муравейник» в тумане

Оседле расположено в районе площади Силезских повстанцев и вдоль одноимённой улицы, от которой оседле и получило название. На западе оседле граничит с Гайовице, на севере — со Свидницким оседле, на востоке — с оседле Хубы, а на юге — с оседле Борек.
Одним из самых известных зданий района является т. н. «муравейник» (пол. mrówkowiec) — 11-этажное здание длиной 235 метров с 800 квартирами на Друкарской улице, одно из первых, построенных в этом районе ещё в конце 1950-х годов.

## История
Район вошёл в состав Вроцлава в 1868 или 1928 году.
Свой нынешний облик он приобрёл после Второй мировой войны в результате застройки почти уничтоженного бомбардировками района Кайзер-Вильгельм (нем. Kaiser-Wilhelm-Viertel), на месте бывшего поселения Нойдорф (нем. Neudorf).
Просторный участок площадью 4,5 га, расположенный между отелем Вроцлав (пол. Hotel Orbis Wrocław) и небоскрёбом Sky Tower, оставался незастроенным до 2016 года. Только во второй половине 2010-х началась застройка этого пространства. Здесь начали строить как многоквартирные дома (вдоль улицы Гвязьдзиста) так называемого «Нового центра Полудне» (пол. Nowe Centrum Południowe), так и офисные здания (вдоль улицы Силезских повстанцев) «Центр Полудне» (пол. Centrum Południe).